# Vitesse de sédimentation
Pour les articles homonymes, voir VS et ESR.
La vitesse de sédimentation ou VS, également appelée réaction de Biernacki, en anglais erythrocyte sedimentation rate ou ESR, est une mesure non spécifique de l'inflammation, utilisée fréquemment comme test médical d'orientation.

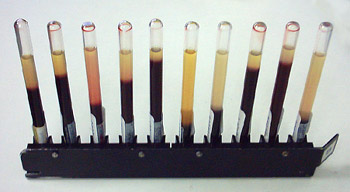
Sédimentation du sang anticoagulé.

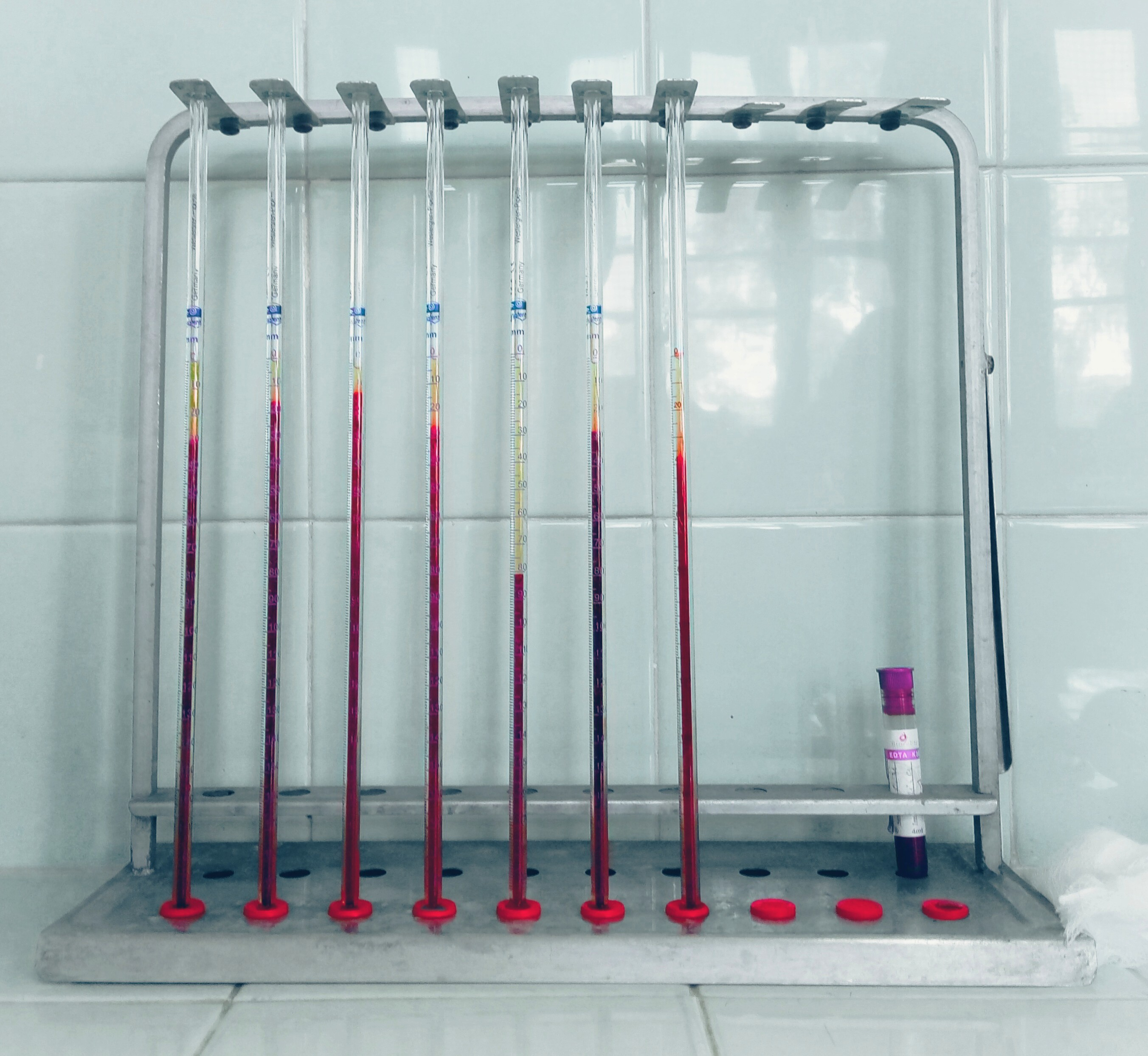
Tubes de Westergren utilisés pour mesurer la VS.

Pour effectuer ce test, du sang anticoagulé est placé dans un tube vertical normalisé appelé tube de Westergren, et la vitesse à laquelle les globules rouges tombent est reportée en mm/h (de manière plus simple, les résultats sont donnés en mm à la première heure et, éventuellement, en mm à la seconde heure).
La sédimentation des globules rouges est dépendante des caractéristiques morphologiques des hématies mais aussi des charges électrostatiques négatives 
qu’ils possèdent à leur surface. L'augmentation des protéines de l’inflammation, inhibe ces charges négatives, favorise l’agrégation des hématies entre elles et augmente leur VS. 

## Historique
L'effet Fåhræus–Lindqvist dont la découverte est traditionnellement attribuée soit au Suédois Robin Fåhraeus (1888–1968) (qui publia les premières anomalies de la vitesse de sédimentation), soit au Polonais Edmund Biernacki (en) (1866–1911) (qui décrivit en détail la méthode de mesure dès 1894).
En fait, John Hunter (1728–1793) fit la première description du phénomène dans son Traité sur le sang, l'inflammation et les blessures par armes à feu, publié en 1794 : il constate que la « partie rouge du sang » sédimente plus vite lors de certaines inflammations et postule que cela soit dû à un « sang plus lourd ».

## Utilisations
La vitesse de sédimentation est chez la personne normale de quelques millimètres par heure. Elle peut dépasser 100 mm/h dans certains cas.
Elle est régulièrement augmentée dans un syndrome inflammatoire (rhumatisme, artérite temporale ou maladie de Horton, syndromes infectieux, myélome ...).
Elle peut être également élevée en cas d'anémie ou de grossesse.
Ce test, simple de réalisation mais peu spécifique, tend à être remplacé par des dosages plus fiables :
- protéine C réactive,
- fibrinogène.

La mesure de la viscosité plasmatique repose sur les mêmes principes mais ses résultats sont indépendants du sexe et de la présence ou non d'une anémie ou d'une polyglobulie.

## Valeurs normales
Selon Miller, pour les hommes, la VS normale correspond à son âge divisé par deux.
{\displaystyle VS_{homme}<{\frac {age}{2}}}
Pour les femmes, la VS normale correspond à la somme de son âge plus dix, le tout divisé par deux.
{\displaystyle VS_{femme}<{\frac {age+10}{2}}}
Selon Sox :
Avant 50 ans
- VS inférieure à 15 pour les hommes
- VS inférieure à 20 pour les femmes

Après 50 ans
- VS inférieure à 20 pour les hommes
- VS inférieure à 30 pour les femmes.